# Castlevania: Dawn of Sorrow
Castlevania: Dawn of Sorrow (悪魔城ドラキュラ 蒼月の十字架, Akumajō Dorakyura Aoitsuki no Jūjika) é um jogo eletrônico de ação-aventura que foi desenvolvido e publicado pela Konami. Ele faz parte da série Castlevania da Konami e foi o primeiro título da série a ser lançado para o console portátil Nintendo DS. O jogo é a sequência direta de Castlevania: Aria of Sorrow e incorpora várias características de seu antecessor. Dawn of Sorrow vendeu mais de 15 mil unidades em sua primeira semana no Japão e 164 mil unidades nos Estados Unidos após três meses do seu lançamento inicial.
O jogo se ambienta no universo fictício da série Castlevania, onde os caçadores de vampiro do clã Belmont travam um conflito sem fim contra o vampiro imortal, o Dracula. Dawn of Sorrow prossegue o enredo encontrado em Aria of Sorrow, no qual o Dracula foi completamente derrotado e os seus poderes foram assumidos por sua encarnação, Soma Cruz. Com a ajuda de seus aliados, Soma consegue evitar o seu destino de se tornar o novo lorde das trevas; contudo, um culto é formado para trazer um novo lorde à vida através do homicídio de Soma, enquanto este é obrigado a reunir-se novamente com seus aliados para impedir que isto ocorra.
Dawn of Sorrow incorpora vários elementos de títulos anteriores da série Castlevania, como a combinação de elementos de jogos de plataforma e RPGs, o sistema "Tactical Soul" encontrado em Aria of Sorrow, e uma atmosfera obscura e gótica. Dawn of Sorrow também introduz outros elementos completamente novos à série, como o sistema de "Magic Seal", que necessita do uso da caneta stylus para desenhar um símbolo e conseguir derrotar inimigos poderosos; um design distinto em anime dos personagens; e um modo multiplayer, onde dois jogadores podem competir entre si em níveis de time attack. O jogo recebeu notas altas de várias publicações de jogos eletrônicos e foi considerado um dos melhores jogos lançados para a plataforma em 2005. Ele também foi relançado no Japão em 29 de junho de 2006 e, em 2007, na América do Norte, como parte da linha "Konami the Best".

## Jogabilidade
Durante o jogo, o jogador controla o personagem na tela através de uma perspectiva em terceira pessoa, para interagir com pessoas, objetos e inimigos. Semelhante aos títulos anteriores da série e à maioria de jogos de RPG, os personagens sobem de nível a cada vez que alcançam um número definido de pontos de experiência ao derrotar inimigos; cada "nível" ganho aumenta um pouco as estatísticas do personagem, assim melhorando o seu desempenho durante as batalhas. Exemplos de estatísticas incluem pontos de vida, a quantidade de dano que o personagem é capaz de suportar; pontos de magia, que determinam a quantidade de vezes que o personagem pode usar ataques mágicos; força, o poder dos seus ataques físicos; e inteligência, o poder dos ataques mágicos. Ao se deparar com um inimigo, o jogador pode usar uma variedade de armas para atacar e derrotá-lo. Apesar do jogo se passar no ano de 2036, as armas disponíveis são bastante medievais, que inclui espadas, machados e lanças, além de pistolas e um lançador-propelente de granadas, os únicos exemplos de armas modernas. Estas armas diferem em nível de dano, alcance e velocidade de uso.
Dawn of Sorrow, semelhantemente à maioria dos jogos da série Castlevania, se ambienta em um castelo, o qual é profundamente subdividido em várias áreas. Estas áreas diferem-se em suas composições, o que inclui monstros e características ambientais. Adicionalmente, cada área possui a sua própria música tema, que é tocada de acordo com a presença do jogador no local. O personagem se movimenta pelo ambiente baseado nas escolhas do jogador; contudo, as áreas a que o personagem consegue alcançar são restritos aos itens possuídos pelo mesmo, característica comum em boa parte dos jogos de plataforma. Entretanto, a progressão pelo castelo não é linear, já que o jogador é livre para explorar as áreas a que ele tem acesso, também sendo capaz de retornar a locais já visitados segundo sua vontade.

### Tactical Soul

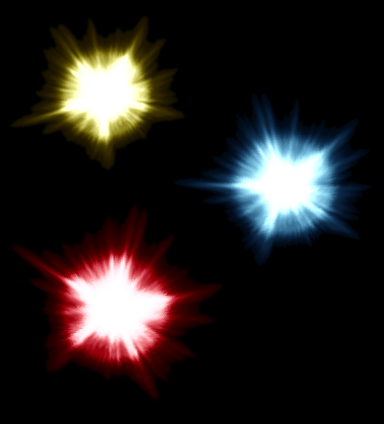
Almas Bullet, Guardian e Enchant; ataque, defesa e status, respectivamente

O método primário para o jogador adquirir habilidades adicionais é a absorção de almas de inimigos através do sistema Tactical Soul, que foi primeiramente visto em Aria of Sorrow. Com exceção de inimigos humanos e do oponente final do jogo, as almas de todos os inimigos podem ser absorvidas pelo personagem. As chances de se absorver uma alma variam para cada inimigo. O jogador pode absorver múltiplas cópias da mesma alma, resultando no aumento da efetividade do uso desta alma, dependendo do número de cópias possuídas. As almas proporcionam uma variedade de efeitos, sendo separadas em quatro categorias: "Bullet" ("bala", de ataque), "Guardian" ("guardiã", de defesa), "Enchant" ("encantamento", status) e "Ability" ("habilidade"). O jogador pode equipar somente um tipo de alma Bullet, Guardian e Enchant de uma vez. Entretanto, após adquirir a alma "Doppelgänger", o jogador pode elaborar dois "perfis" de almas a serem usadas, sendo capaz de revezar entre eles durante o jogo. Jogadores podem trocar almas entre si usando dois cartuchos de Dawn of Sorrow através do sistema sem fio do Nintendo DS.
Almas "Bullet" geralmente são projéteis e consomem uma quantidade definida de pontos de magia ao serem usadas. Almas "Guardian" proporcionam efeitos contínuos, incluindo a transformação em criaturas místicas, habilidades defensivas e a invocação de familiars. O movimento e os ataques dos familiars podem ser diretamente controlados com a stylus. Estas almas drenam continuamente pontos de magia quando ativados. Almas "Enchant" oferecem bônus estatísticos e resistência contra várias formas de ataque; estas são passivas e não necessitam de pontos de magia para se manterem ativas. Almas "Ability" dão ao jogador novas habilidades que são requeridas para mover-se em certas áreas do castelo. Elas estão sempre ativas e não consomem pontos de magia. Alguns exemplos deste tipo de alma incluem a habilidade de quebrar blocos de gelo com a stylus e a de dar um pulo no ar (melhor conhecido como "pulo duplo").[carece de fontes?]
Como alternativa, as almas podem ser usadas para transformar permanentemente certas armas do personagem. Na loja da personagem Yoko Belnades, o jogador pode remover certas almas de seu inventário para dar a sua arma uma forma mais poderosa, enquanto certas armas só podem ser adquiridas desta maneira. As almas também podem ser usadas no modo de jogo "Enemy Set", onde o jogador pode elaborar um cenário personalizado com as almas adquiridas. Dois jogadores, usando dois consoles de Nintendo DS, podem competir entre si nestes cenários, sendo o vencedor aquele que completa o curso com o menor tempo.

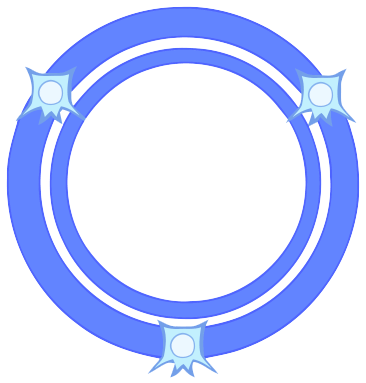
Um Magic Seal apresentado após derrotar um chefe. Neste caso, o jogador deve usar a stylus para desenhar um "V" conectando os pontos, assim eliminando o chefe

### Magic Seal
O sistema "Magic Seal" ("Selos Mágicos") é um novo elemento de jogabilidade introduzido em Dawn of Sorrow, que faz uso da tela de toque do DS. No momento em que o jogador reduz os pontos de vida de um chefe a zero, um círculo irá aparecer e o jogo irá automaticamente desenhar um símbolo conectando um número de círculos menores tangentes à circunferência do círculo maior. Após isto, o jogador deve desenhar o mesmo símbolo na tela de toque dentre um tempo definido. Se o jogador falhar em desenhá-lo precisamente no tempo limite, o chefe irá readquirir uma pequena porção de vida e a batalha continuará; se suceder, este será derrotado. Inimigos mais poderosos requerem Magic Seals de maior nível, os quais possuem símbolos mais complexos de acordo com o nível.[carece de fontes?]

### Modo Julius
Após o jogador finalizar o jogo, o modo "Julius" é desbloqueado, semelhantemente ao modo Julius de Aria of Sorrow. Este modo de jogo, em termos de enredo, segue a suposição de Soma ter sucumbido aos seus poderes das trevas, tornando-se o novo lorde maligno. Um novo jogo pode ser iniciado através do menu principal no modo Julius. Neste modo, o jogador joga com três personagens ao mesmo tempo: Julius Belmont, Yoko Belnades e Alucard. Durante o jogo, o jogador pode revezar entre os três para usá-los, sendo este um elemento de jogabilidade que foi mais tarde implementado em Castlevania: Portrait of Ruin. Cada personagem possui uma arma e uma seleção de habilidades únicas aos mesmos, e apesar destas habilidades permanecerem constantes durante o jogo inteiro, as estatísticas dos personagens podem ser elevadas ao adquirir pontos de experiência suficientes para subir de nível. O layout do castelo e os inimigos são exatamente os mesmos, com exceção da batalha final, que é contra Soma.

## Enredo

### Época
Dawn of Sorrow se ambienta no universo fictício da série Castlevania. A premissa principal da série é a luta eterna entre os caçadores de vampiro do clã Belmont contra o vampiro imortal Dracula. Antes dos eventos de Castlevania: Aria of Sorrow, o Conde Dracula foi derrotado e o seu castelo selado em um eclipse solar. Uma profecia relacionada àquele que herdasse os poderes do Conde elaborou os eventos de Aria of Sorrow, com o protagonista, Soma Cruz, descobrindo que era a reencarnação do Dracula, adquirindo o "Poder de Domínio", que o permite absorver a alma de monstros derrotados por ele. Soma consegue escapar de seu destino de se tornar o novo lorde das trevas com a ajuda de seus aliados. Dawn of Sorrow se passa um ano após estes eventos, quando Soma acreditava que os seus poderes tinham sido perdidos. Boa parte do jogo é ambientado dentro de uma réplica do castelo do Dracula, que é profundamente subdividida em várias áreas distintas por onde o jogador deve se aventurar. A definição da época como futurística de ambos Aria of Sorrow e Dawn of Sorrow, como também o fato de o enredo se ambientar após a morte do Dracula, foram um resultado da decisão de Koji Igarashi de tomar uma "rota diferente" para a série.

### Personagens
O protagonista de Dawn of Sorrow é Soma Cruz, a reencarnação do Dracula, o antagonista de longa data da série Castlevania. Em sua aventura, ele é auxiliado por Mina Hakuba, a filha do sacerdote do santuário Hakuba; Genya Arikado, um misterioso agente do governo que é especialista na área sobrenatural; Julius Belmont, o último membro do clã Belmont na série; Yoko Belnades, uma bruxa a serviço da Igreja Católica; e Hammer, um vendedor de material militar que retém uma grande rede de conhecimento.
Um culto, dedicado à ressurreição do lorde das trevas, tem o papel de antagonista do jogo. Celia Fortner é uma sacerdotisa e a líder do culto, cujo verdadeiro objetivo é reviver o lorde das trevas para evitar a perda de seus poderes mágicos. Dmitrii Blinov e Dario Bossi são os subordinados principais de Celia, sendo Dmitrii um cruel manipulador e Dario um perverso desordeiro. Ambos são os "candidatos a lorde das trevas", nascidos no mesmo dia da morte do Dracula e, assim, capazes de assumir o papel do mesmo através da destruição de sua alma que, no caso, é a de Soma Cruz.
Ao contrário do que aconteceu na produção dos jogos mais recentes de Castlevania, Ayami Kojima não participou da produção dos designs dos personagens em Dawn of Sorrow. Ao invés disto, os personagens foram desenhados em um estilo distinto: em anime. Isto aconteceu sob influência do produtor Koji Igarashi, que queria levar a série para uma audiência mais jovem. A ausência de Kojima na produção do jogo resultou da sua necessidade de se concentrar nos designs dos personagens de Castlevania: Curse of Darkness.

### História
Um ano após os eventos de Aria of Sorrow, Soma vive pacificamente, acreditando que os seus poderes foram perdidos após o último incidente.No início do jogo, é mostrado ele passeado com Mina quando, de repente, uma mulher que se identifica como Celia Fortner surge e invoca alguns monstros. Arikado aparece para ajudar Soma a derrotá-los, o que resulta na absorção das almas dos mesmos por Soma. Celia recua, proclamando que ela irá destruí-lo. Este expressa surpresa quanto ao retorno de seus poderes, mas Arikado lhe revela que eles nunca tinham sido perdidos, só estavam adormecidos. Arikado informa Soma que Celia é a líder de um culto cujo objetivo é ressuscitar o lorde das trevas, indo embora logo em seguida, após instruir Soma para que não a persiga.[carece de fontes?]
Soma, contudo, usa informações adquiridas com Hammer para localizar a base do culto, uma réplica do castelo do Dracula. Hammer aparece no castelo e, já que ele deixou o exército, concorda em ajudar Soma abrindo uma loja no local. Após entrar no local, Soma encontra Yoko e Julius Belmont. Quando Julius parte, Soma escolta Yoko para um local seguro. Neste meio tempo, ela lhe dá instruções sobre o uso do Magic Seal, o qual é necessário para derrotar certos monstros no castelo. Durante o progresso de Soma no castelo, ele encontra Celia na companhia de dois homens: Dmitrii Blinov e Dario Bossi. Celia explica suas naturezas como os "candidatos a lorde das trevas" capazes de se tornar tal através da morte de Soma.Mais tarde, ele encontra e enfrenta Dmitrii, conseguindo derrotá-lo. Soma aparentemente ganha domínio sobre a sua alma, apesar de não adquirir nenhuma habilidade. Depois de mais progresso pelo castelo, Soma encontra Dario e o derrota. Ao fim da batalha, Celia teleporta Dario para longe do perigo.[carece de fontes?]
Soma encontra Arikado, que estava inicialmente enfurecido pela presença do jovem no local, mas que eventualmente se conformou com a situação. Ele dá a Soma uma carta e um talismã enviados por Mina. Soma informa Arikado da situação no momento, e este último sai à procura de Dario. Mais tarde, Soma encontra Dario e Julius, sendo este último derrotado devido à sua incapacidade de utilizar Magic Seals. Dario recua, dizendo a Soma para lutar contra ele na sala do trono do castelo. Soma o faz, insultando-o por só almejar poder, e prometendo derrotá-lo. Antes de a batalha começar, Soma usa uma de suas almas para se transportar para dentro de um grande espelho da sala, revelando Aguni, o demônio de fogo que estava selado junto à alma de Dario. Soma derrota a criatura, deixando o seu oponente sem poderes. Quando ele foge, Celia aparece e dá instruções a Soma para ir ao centro do castelo.[carece de fontes?]
Ao chegar lá, Soma é forçado a assistir Celia matando Mina. Furioso, ele começa a sucumbir aos seus poderes das trevas. Neste momento, o talismã dado por Mina a Soma se revela capaz de desacelerar a transformação, possibilitando que Arikado o encontre a tempo e lhe diga que a "Mina" assassinada por Celia era um doppelgänger. Isto aborta a transformação, quando uma alma sai de Soma e penetra o doppelgänger logo em seguida. O corpo do doppelgänger toma a aparência de Dmitrii, que afirma que, quando Soma o derrotou, ele se permitiu ser absorvido, desejando que os seus poderes copiassem a habilidade de domínio de Soma sobre as almas dos subordinados do Dracula. Então, ele foge com Celia para absorver a alma de vários demônios e monstros poderosos, numa tentativa de aumentar o seu poder. Soma e Arikado os perseguem, conseguindo encontrá-los no porão do castelo. Dmitrii, usando Celia como um sacrifício, sela os poderes de Arikado e começa uma luta com Soma. Contudo, a sua alma não é capaz de suportar o esforço de controlar os numerosos demônios absorvidos de uma só vez, e elas começam a sair de seu corpo, combinando-se em uma gigantesca criatura chamada "Menace" (em português, "Ameaça"). Soma consegue derrotar o monstro, mas as almas contidas no demônio começam a penetrar o seu corpo. Ele, furioso, as rejeita, fugindo do castelo logo em seguida com Arikado. Ao fim do jogo, Soma expressa preocupação quanto à presente situação, acreditando que o seu destino era se tornar o lorde das trevas, mas Arikado o convence que o destino ainda não foi traçado. Soma então compartilha um momento afetuoso com Mina, o que resulta em risadas entre todos.[carece de fontes?]

## Desenvolvimento

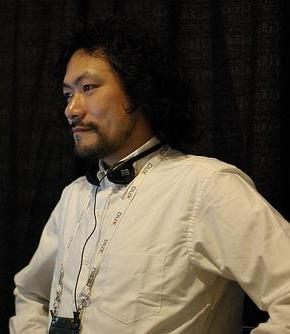
O produtor de longa data de Castlevania, Koji Igarashi, liderou o time de produção

A produção de Dawn of Sorrow foi anunciada em 6 de janeiro de 2005 como o primeiro jogo da série Castlevania a ser lançado para o Nintendo DS. O produtor de longa data da série, Koji Igarashi, ficou encarregado da produção. Igarashi sentiu que o enredo com Soma Cruz e o sistema Tactical Soul teriam sido desperdiçados se fossem usados em somente um jogo, o que contribuiu com o seu desejo de fazer uma sequência para Aria of Sorrow. A escolha de lançá-lo para o Nintendo DS ao invés para o PlayStation Portable, da Sony, foi feita devido ao sucesso de seu antecessor na plataforma Game Boy Advance, da Nintendo, e devido às observações feitas por Igarashi durante a E3 de 2005 sobre ambos os consoles. O time original de produção de Aria of Sorrow, como também vários empregados da Konami Tokyo, se envolveram no desenvolvimento de Dawn of Sorrow.
O uso de características técnicas do Nintendo DS foi uma das principais preocupações do time de produção durante o desenvolvimento. A tela sensível ao toque do DS foi um ponto principal de interesse, o que resultou em várias funções, como apanhar e mover objetos na tela, terem sido levadas em conta para uma possível incorporação na jogabilidade. Contudo, a falta de tempo e outros problemas forçaram os produtores a abandonar muitas destas ideias. A preocupação principal de Igarashi quanto ao uso da tela sensível ao toque foi que isso iria depreciar a "jogabilidade de Castlevania de pura ação", onde o jogador teria que parar de jogar para poder usar a stylus. O microfone do DS também foi posto na mesa de projeto durante o desenvolvimento, mas Igarashi afirmou que, apesar de ele ter achado alguns usos humorísticos para tal dispositivo, o microfone nunca foi seriamente considerado em ser incluso no jogo.
A modificação do design tradicional, gótico e escuro dos personagens de diversos títulos anteriores da série a um estilo de anime foi uma escolha feita por Igarashi, que queria levar o jogo a um público mais jovem, afirmando que tentou cortejar tal público com o estilo anime. Além disso, ele considerou tal modificação um teste para decidir se seria viável jogos futuros de Castlevania incorporarem o estilo. Igarashi também tinha como intenção adicionar um trabalhador japonês no jogo, que seria um gerente de uma firma japonesa e teria uma família. Contudo, a oposição por parte dos produtores a essa ideia o forçou a desconsiderá-la. Para as representações gráficas de numerosos inimigos do jogo, Igarashi reutilizou sprites de diversos jogos anteriores de Castlevania, como Castlevania: Symphony of the Night, com o time de produtores redesenhando-os para serem usados no Nintendo DS.

### Áudio
A trilha sonora do jogo foi composta por Michiru Yamane e Masahiko Kimura. Yamane, uma compositora de músicas de longa data da série Castlevania, já trabalhou na música de jogos como Symphony of the Night e Aria of Sorrow, enquanto Kimura tinha composto a música para Castlevania, título para Nintendo 64.[carece de fontes?] Em uma entrevista, Yamane afirmou que ela tinha elaborado a música para que ficasse "simples" e "fácil de reconhecer", semelhantemente aos seus trabalhos anteriores nos jogos de Castlevania, e ela especificamente pôs em paralelo o seu trabalho nos jogos da série lançados para o Game Boy Advance e o seu trabalho em Dawn of Sorrow. Igarashi, presente na entrevista, afirmou que compor música para consoles portátil, não importando o tipo, é, em geral, a mesma coisa, apesar de ele ter concordado que a capacidade e qualidade do som do DS serem muito melhores que os do GBA.

## Recepção da crítica
Dawn of Sorrow recebeu elogios de críticos de diversas publicações, com muitos deles considerando-o o melhor jogo para Nintendo DS do ano de 2005. A Famitsu, considerada uma das mais respeitadas revistas do Japão sobre jogos eletrônicos e conhecida por suas rigorosas avaliações, deu a Dawn of Sorrow uma nota de 33/40, relevando a qualidade da jogabilidade, dos gráficos e dos sons. No Japão, foram vendidas mais de 15 mil unidades do jogo na primeira semana de lançamento, resultando no jogo conseguir o décimo lugar na lista de vendas de softwares no país, enquanto que, nos Estados Unidos, foram vendidas mais de 164 mil cópias após três meses de lançamento. Mais tarde, o jogo foi relançado em ambos, Japão e América do Norte, como parte da linha "Konami the Best", da Konami.
Vários autores de matérias afirmaram que, apesar de ser bastante semelhante a Aria of Sorrow, Dawn of Sorrow conseguiu definir-se como um título autônomo. A GameSpot comentou que ele conseguiu manter os jogos em 2D como um gênero definido, afirmando que "[ele] mantém a chama queimando o quão brilhante como sempre". Adicionalmente, a GameSpot o considerou um bom candidato para ser o melhor jogo lançado para Nintendo DS de 2005, apesar de Mario Kart DS ter adquirido o título. Editores da IGN premiaram Dawn of Sorrow como o melhor jogo de aventura para DS de 2005.
A jogabilidade, em particular o sistema Tactical Soul, foi bem visto pelos autores de matérias. A profundidade simples das habilidades de numerosas almas encontradas no jogo foi elogiada, e a IGN acreditou que a habilidade de possuir dois "perfis" personalizáveis de habilidades diferentes veio a ser "uma ideia extremamente conveniente". A necessidade de encontrar múltiplas almas para poder melhorar sua eficácia foi criticada, com a X-Play afirmando que isto era "algo mais para o lado de Pokémon que Castlevania", e que "[o sistema de colecionamento de almas] não é para todos". A sua dificuldade relativa e a duração também foram levados em questão, com a GameSpot afirmando que ele poderia ser finalizado em cerca de cinco horas, sendo "razoavelmente fácil o quanto os jogos de Castlevania são capazes de ser".
A GameSpot entusiasmou-se com a animação e os gráficos do jogo, descrevendo os planos de fundo como "complexos e deslumbrantes" e as animações em individual, especialmente as dos inimigos, como um de seus "destaques". A IGN concordou com esta avaliação, chamando a animação de "colossal e fluente", ao mesmo tempo que comparou as diferenças dos gráficos de Aria of Sorrow e Dawn of Sorrow quando afirmando que este último estava em uma "escala mais impressionante e ampla". A utilização do estilo em anime nos personagens, ao contrário da apresentação gótica dos mesmos feita pela ilustradora Ayami Kojima em jogos anteriores da série, foi altamente criticada. A GameSpy depreciou as "imagens sem vida e superficiais em anime" usadas para os personagens e lamentou a ausência de Kojima na produção. A IGN acreditou que as novas imagens dos personagens ficaram "abaixo do nível de qualidade de 'animes genéricos'". Por outro lado, o áudio, composto por Michiru Yamane e Masahiko Kimura, foi bem considerado, com a GameSpot afirmando que ele estava "da cabeça aos pés [sobre Aria of Sorrow]". A IGN afirmou que o sistema de caixas duplas de som do DS apresentou o áudio "extraordinariamente bem". Na matéria da 1UP sobre o jogo, a sua trilha sonora foi comparada com a do Symphony of the Night, e a qualidade de som e as composições foram consideradas "excelente" e "excepcional", respectivamente.
A funcionalidade associada ao Nintendo DS, no caso o uso da tela sensível ao toque e o sistema de Magic Seal, foi um alvo pertinente de críticas por parte de autores de matérias. A GameSpot afirmou que era difícil usar a stylus imediatamente após o jogo exigir do jogador que desenhe a Magic Seal, consequentemente forçando-o a usar suas unhas na tela de toque. Outras funções que necessitavam de tal tela, incluindo a de quebrar blocos de gelo, foram vistas como triviais, com a GameSpy rotulando-as como meros "utensílios". Contudo, a IGN não considerou a falta de funcionalidade do DS como um grande problema, alegando que "não fere tanto [a qualidade do] produto, no mínimo".

## Citações
1. ↑   Julius Belmont: Então... Soma se tornou o lorde das trevas. Eu não tenho outra escolha... As batalhas do passado estão para serem travadas mais uma vez... / Genya Arikado: Eu pensei que ele iria equipar o talismã de Mina... Ele teria protegido-o. Infelizmente, terei que liberar os meus poderes...  // Castlevania: Dawn of Sorrow (NDS); Konami, 04/10/2005.
2. ↑   Julius Belmont: Soma... Está na hora de cumprir a promessa que lhe fiz. / Yoko Belnades: Me desculpe, Soma. Eu irei libertá-lo de seu tormento. / Alucard: Soma... Eu nunca quis que terminasse deste jeito... Mas eu não posso mais lhe permitir que espalhe caos...  // Castlevania: Dawn of Sorrow (NDS); Konami, 04/10/2005.
3. ↑   Soma: Então... Você está tentando me dizer que agora o Dracula foi ressuscitado? / Graham: Não. O Dracula faleceu em 1999. Você conhece a profecia de 1999, não? / Soma: A grande profecia de Nostradamus? / Graham: Exatamente. O Dracula ressurgiu exatamente como foi previsto. Mas caçadores de vampiros destruíram-no completamente. Eles puseram um fim ao ciclo de regeneração ao selar o castelo... O símbolo de seu poder demoníaco, dentro da escuridão de um eclipse. / Soma: E aquele eclipse é onde estamos agora? / Graham: Sim, mas existe mais para ser adicionado à estória. / Soma: Mais? / Graham: No ano de 2035, um novo mestre deverá entrar no castelo e ele irá herdar TODOS os poderes do Dracula.  // Castlevania: Aria of Sorrow (GBA); Konami, 06/05/2003.
4. 1 2  Mina Hakuba: E como se chamava? Sabe, a habilidade de usar os poderes de monstros? / Soma Cruz: Você quer dizer o poder de domínio? Eu o perdi quando nós escapamos do castelo do Dracula, lembra?  // Castlevania: Dawn of Sorrow (NDS); Konami, 04/10/2005.
5. 1 2  Soma Cruz: Então, estes são os dois candidatos a lorde das trevas... / Celia Fortner: Correto. Eles nasceram na mesma e exata hora da morte do Dracula. Eles são herdeiros dos poderes das trevas do Dracula. / Soma Cruz: Mas isto não é garantia que eles podem ser tornar o lorde das trevas. / Celia Fortner: Eles podem. Estilhaçando a alma do Dracula.  // Castlevania: Dawn of Sorrow (NDS); Konami, 04/10/2005.
6. ↑   Soma Cruz: Sim, estou bem. Mas aquele poder... Ele retornou! Arikado, o que está acontecendo? / Genya Arikado: O poder não 'retornou'. Ele sempre esteve com você. Você simplesmente nunca teve a necessidade de usá-lo desde que vocês fugiram do castelo. E isso libertou todas as almas sobre as quais você ganhou domínio.  // Castlevania: Dawn of Sorrow (NDS); Konami, 04/10/2005.
7. ↑   Genya Arikado: Eles querem ressuscitar o lorde das trevas. Como alguns procuraram fazer com o Dracula. / Soma Cruz: Eu acho que eles não gostam do fato de eu não ter me tornado o 'lorde das trevas'. / Genya Arikado: Não só isso, eles têm como intenção criar um novo lorde ao eliminar você.  // Castlevania: Dawn of Sorrow (NDS); Konami, 04/10/2005.
8. ↑   Soma Cruz: Então, a base do culto é aqui. A informação de Hammer não estava tão errada, afinal.  // Castlevania: Dawn of Sorrow (NDS); Konami, 04/10/2005.
9. ↑   Hammer: Ah, cara... Bem, já que estou aqui, devo tirar o maior proveito disso. Acho que estou de volta aos negócios, e você é o meu cliente!  // Castlevania: Dawn of Sorrow (NDS); Konami, 04/10/2005.
10. ↑   Yoko Belnades: Aparentemente, a líder do culto cria portais que trazem o poder das trevas. Monstros expostos a esse poder são ditos como invencíveis. / Soma Cruz: Então como que eu devo destruí-los? / Yoko Belnades: É aí que o 'Magic Seal' entra.  // Castlevania: Dawn of Sorrow (NDS); Konami, 04/10/2005.
11. ↑   Soma Cruz: Unh! O que foi isso? Eu ganhei domínio sobre uma alma humana? Não, eu não ganhei nenhum poder... Mas... o que foi aquela luz?  // Castlevania: Dawn of Sorrow (NDS); Konami, 04/10/2005.
12. ↑   Julius Belmont: Cuidado. Ele é forte. Especialmente para mim, já que eu não sei usar Magic Seals.  // Castlevania: Dawn of Sorrow (NDS); Konami, 04/10/2005.
13. ↑   Soma Cruz: Houve alguma dúvida sobre isso? Poder não é nada se você não sabe como usá-lo. Eu nunca irei perder para um tolo dominado por seu próprio poder como você.  // Castlevania: Dawn of Sorrow (NDS); Konami, 04/10/2005.
14. ↑   Soma Cruz: Se isso significa conseguir a vingança de Mina, eu irei fazê-lo. Transforme-me no lorde das trevas.  // Castlevania: Dawn of Sorrow (NDS); Konami, 04/10/2005.
15. ↑   Genya Arikado: Aquela Mina é uma cópia falsa! / Celia Fortner: Arikado! Por que você sempre fica no caminho? / Genya Arikado: Bem esperto você usar um Doppelganger. Ah, mas você ainda não venceu...  // Castlevania: Dawn of Sorrow (NDS); Konami, 04/10/2005.
16. ↑   Genya Arikado: Você copiou o poder de domínio de Soma? / Dmitrii Blinov: Ah, então você entende. Eu toquei a alma do garoto e copiei a sua habilidade.  // Castlevania: Dawn of Sorrow (NDS); Konami, 04/10/2005.
17. ↑   Soma Cruz: Então isso quer dizer que sempre existirá a necessidade por um lorde das trevas. Tudo porque eu deixei de ser o próximo da fila! / Genya Arikado: Não me interprete mal! Talvez exista uma necessidade para o lorde das trevas... Mas não existe razão alguma para você se tornar o lorde das trevas. / Soma Cruz: Mas se não fosse por mim, nada disto teria acontecido! / Genya Arikado: Você não é nem um deus nem um demônio. Você é só um humano. Você nunca terá chance alguma em alcançar a perfeição. Ou você está dizendo que você queria ser o lorde das trevas? / Soma Cruz: Não... Claro que não.  // Castlevania: Dawn of Sorrow (NDS); Konami, 04/10/2005.